# Diplasiolejeunea malleiformis
Diplasiolejeunea malleiformis là một loài Rêu trong họ Lejeuneaceae. Loài này được (A. Evans) Tixier mô tả khoa học đầu tiên năm 1985.